# Tomáš Sokol
Tomáš Sokol (* 6. října 1951 Praha) je český právník. Vykonává advokacii nejen v oblasti práva trestního, ale také občanského, obchodního a v dalších odvětvích a specializacích. Je několikanásobným vítězem soutěže Právník roku, spolupořádané Českou advokátní komorou, a to v kategorii Právník roku volený laickou veřejností (2006–2009).

## Život
V roce 1978 absolvoval Právnickou fakultu UK v Praze a od té doby pracuje v advokacii. Výjimkou byly události po sametové revoluci, kdy se roku 1990 stal městským prokurátorem v Praze a poté až do roku 1992 českým ministrem vnitra ve vládě Petra Pitharta. V letech 1992 až 1997 byl členem a v letech 1996 až 1997 předseda politické strany Svobodní demokraté - Liberální strana národně sociální (SD-LSNS), od července 1997 jej však pro neaktivitu zastupoval první místopředseda, Sokol pak definitivně rezignoval v září 1997. V roce 1996 za tuto stranu kandidoval do Senátu ve volebním obvodu Příbram, nepostoupil však do druhého kola. Až do akademického roku 2011/2012 odmítal všechny dlouhodobé nabídky výuky na vysokých školách, poté se stal odborným asistentem na katedře veřejného práva a veřejné správy CEVRO Institutu – na soukromé vysoké škole neuniverzitního typu.
Tomáš Sokol je nicméně aktivní především jako advokát, už v roce 1992 spoluzaložil advokátní kancelář, později pojmenovanou Brož & Sokol & Novák, která se v roce 2023 spojila s Trojan, Doleček a partneři, advokátní kanceláři, s.r.o. Pod novým jménem Sokol, Novák, Trojan, Doleček a partneři, advokátní kancelář s.r.o. tvoří jednu z nejvýznamnějších právních kanceláří v ČR. Tomáš Sokol je zde partnerem. Kromě vlastního výkonu advokacie se ale také angažuje v samosprávě českých advokátů, od roku 1995 byl členem kárné komise a od roku 2009 odvolací kárné komise České advokátní komory. V roce 1997 se stal zkušebním komisařem pro trestní právo při advokátních zkouškách. Je člen představenstva České advokátní komory, v předchozím volebním období místopředseda. Je také předsedou sekce pro trestní právo České advokátní komory, členem sekce pro advokátní právo a sekce pro IT a GDPR České advokátní komory.
Tomáš Sokol je zhruba 25 let také členem Arbitrážní komise České basketbalové federace, od roku 2010 je předsedou této komise. Je předsedou Arbitrážní komise Českého volejbalového svazu. Je zapsán v Seznamu rozhodců Ministerstva spravedlnosti podle zákona č.216/1994 Sb.V roce 2009 obdržel od předsedy České advokátní komory ocenění „Za přínos České advokacii“.
Kromě toho však působí i jako rozhodce v soukromé firmě Společnost pro rozhodčí řízení, a. s., kterou založili s partnery z advokátní kanceláře. V polovině roku 2014 spoluzaložil Unii obhájců České republiky a stal se jejím prezidentem.

### Účast v mediálně známých kauzách
Veřejnosti je znám jako obhájce Radovana Krejčíře, Marka Dalíka a Bohumila Kulínského či právní zástupce Jiřího Paroubka. V roce 2010 zastupoval vládu České republiky před Nejvyšším správním soudem ve věci projednávání vládního návrhu na rozpuštění Dělnické strany.
Advokátní kancelář Brož & Sokol & Novák např. zastupovala Dopravní podnik hl. m. Prahy při vymáhání pokut od černých pasažérů. V těchto kauzách mimo jiné vymáhala zaplacení pokut od nevinných pasažérů, kterým byl ukraden občanský průkaz. Dne 9. července 2014 Novinky.cz informovaly, že si na poškozené, které zdarma pomohl pražský advokát Adam Batuna, advokát dopravního podniku Tomáš Sokol a exekutor Juraj Podkonický nárokují 175 tisíc korun za náklady za právní zastupování dopravního podniku a exekuci, částku, která daleko přesáhla dluh, který dotyčná nezavinila a věřitel odpustil.
V kauze Nagyová obhajoval Ondreje Páleníka obviněného ze zneužití pravomocí veřejné osoby, který byl bývalým vysokým vojenským důstojníkem a armádním úředníkem, který v letech 2007 až 2012 řídil Vojenské zpravodajství a v letech 2012 až 2014 předsedal Správě státních hmotných rezerv. Dne 1. března 2019 se k pravomocnému odsouzení k podmíněnému trestu odnětí svobody a zákazu činnosti Ondreje Páleníka Tomáš Sokol vyjádřil: „Já mám samozřejmě radost z toho, že po sedmi letech byl potrestán zločin spočívající v tom, že bývalou paní Nečasovou vyfotografovali, jak jde do cukrárny s kamarádkou. To muselo být potrestáno. A líto je mi jenom státního zastupitelství, že můj klient nedostal ty tři a půl roku, natvrdo, jak státní zastupitelství požadovalo, ale jenom podmínku.“